# Калофер
Кало̀фер е град в Южна България. Намира се в община Карлово, област Пловдив. По данни на ГРАО към 15 юни 2023 г. в града живеят 2619 души по настоящ адрес и 2804 души по постоянен адрес.

## География
Калофер е разположен в подножието на южните склонове на Стара планина. Намира се на 17 км от Карлово, надморска височина от 603 м, на 22 км от Сопот, на 66 км от Пловдив, на 228 км от Бургас, на 334 км от Варна и на 159 км от столицата София.

## История
Легендата разказва, че Калофер е основан в 1533 година, когато група мъже, предвождани от Калифер войвода, „владеели“ тази част на Стара планина и постоянно нападали преминаващите турски кервани. Невъзможността да се справи с Калифер войвода и хората му, принудила султана да разреши на хайдутите да се заселят по тези земи при условие, че престанат да нападат керваните. Войводата приел предложението и се установил в землището на днешен Калофер. Легендата също разказва, че заселвайки се тук, тези мъже нямали жени и затова „откраднали“ невести от близкия град Сопот. Привилегиите, които градът получава още от самото си начало, са спомогнали за съхраняването на чисто българския му характер. В Калофер винаги са празнували и се празнуват традиционните български празници.
През следващите векове Калофер израства като важен културен и търговски център. Селото е опожарено от кърджалии през 1799 (от банда, водена от Индже войвода) и 1804 година, но се възстановява сравнително бързо. В средата на XIX век селището е относително богато, заради което е наричано „Алтън Калофер“ (Златен Калофер), като повечето му жители се занимават с производството на шаяк, има няколко по-едри търговци, а доста калоферци работят в Цариград като абаджии. Според свидетелства на посетили града през 1861 година американски мисионери, той има 7500 жители, изцяло българи.
Калофер е опожарен от турците за последно през 1877 г., когато загиват много жители на града. Горската растителност милостиво е скрила следите, които тук-там все още могат да бъдат открити. При всяко опожаряване хората с общи усилия съграждат всичко наново, пренасяйки камъни със собствените си ръце, работейки нощем. Обикновено са започвали от църквата или манастира. С течение времето калоферци са изработили механизми за оцеляване и са развили упоритост, които черти са характерни за хората от този град и до днес.

## Религии
Калофер е известен не само с природата си, но и с красивите си църкви и манастири. Малка уличка отвежда до Девическия манастир, наследник на 4 метоха, където получава килийна просвета първата българска учителка Анастасия Димитрова. Мъжкият манастир функционира от 1640, а женският от 1700 г. И двата манастира, въпреки многобройните си опожарявания, са отворени за посетители.

## Икономика
В Калофер добре запазени през годините са типичните български занаяти и традиции. Посещаването в ателиетата за плетене на прочулата се и зад граница калоферска дантела и тъкане на традиционните селски черги и китеници са част от атракциите в района. Изработката на сувенири, медни атрибути, бурета и каци за вино, красиво гравирани ножове, както и типичните български гозби на домакините ще оставят у посетителя незабравими спомени за този край.
Повечето местни жители се занимават с отглеждането на маслодайна роза, която служи за производство на розово масло.
Югоизточно от града е разположен завод за уплътнения на „СКФ Берингс България“.

## Забележителности

### Музеи
В Калофер се намира Националният музей „Христо Ботев“, част от Стоте национални туристически обекта на Българския туристически съюз. Работно време: 08:00 – 12:00 и 13:30 – 17:30 ч. (има печат на БТС).
Друга местна забележителност е Музеят на просветното дело, Даскал Ботевото училище, който се помещава в едно от първите училища в България. Негов основател е бащата на Христо Ботев – даскал Ботьо Петков. Най-новият музей в града е Калоферската къща на историята. Той представлява своеобразен етнографски и културен център, пресъздаващ традициите от далечното минало, съчетано с бита, нравите и облеклото на прадедите ни.

### Природа
Около града се намират ливадите на Чафадарица и пропастите на Джендѐма, Купена и река Тунджа, река Бяла с водопади и четиривековния Калоферски мъжки манастир, съхранил в себе си твърдината на българския верски дух.
Градът е важен пункт за много маршрути в областта на националния парк „Централен Балкан“ – към хижа „Рай“, връх Ботев, водоскока Райско пръскало, както и към резервата „Джендема“ и още много маршрути. Специално построена за туристите е екопътека „Бялата река“, която започва малко след Мъжкия манастир и минава през едни от най-красивите и живописни местности през по-безопасната част на „Джендема“. Екопътека „Бяла река“ се простира на надморска височина от 570 до 630 м. Дължината ѝ е 1.83 км. Екопътеката е с много добра инфраструктура и с интерактивни образователни игри за деца и възрастни, представящи флората и фауната на този район. Времетраенето на обиколката е около час, като се преминава по осем дървени моста, по които трасето пресича разпенените бързеи на планинската река и оформя своеобразна осмица с дължина 1830 м и денивелация в най-високата си точка около 97 м. Маршрутът проследява ждрелото на Бяла река (приток на Стряма). Минава се през бивак Бялата река, от там пътеката продължава към Рай (хижа). Могат да бъдат видени 11 уникални за района растителни вида, а също така и изобилие на животински видове, между които мечки, вълци, диви кози, царски орли. На разположение на туристите са високопланински водачи с професионална екипировка. Поречието на Тунджа и Бяла река предоставят чудесни възможности за пикници през почивните дни.

## Редовни събития
Пребиваването по време на Коледа и Нова година, Богоявление и Заговезни с традиционните кукерски представления, както и на Великден, 2 юни – деня на Ботев, са характерни празнувания на града. Едно от най-атрактивните събития, обединяващо мъжете от целия град, е хвърлянето на кръста в ледените води на Тунджа на Богоявление и последващото го „мъжко хоро“, което също се играе в реката.
От средата на месец май на туристите се предлага участие в розобер, посрещане на Празника на розата, както и разходка в розоварна, дегустация на розово сладко, сироп и ракия от рози.
От 1999 година на 15 август се провежда и ежегоден „Празник на калоферската дантела“.

## Личности

### Духовни лица
- Виктор Нишки, митрополит (1793 – 1888)
- Йосиф I Български, екзарх (1840 – 1915)
- Константин Врачански, митрополит (1847 – 1912)
- Михаил Доростолски и Червенски, митрополит (1884 – 1961)

### Търговци
- Георги Золотович, Цариград (1799 – 1881)
- Димитър Бракалов, Бургас (1840 – 1903)
- Никола Аврамов, Балкапан-хан (около 1823 – ?)
- Никола Тошков, Одеса (1816 – 1874)
- Никола Тъпчилещов, Балкапан-хан (1817 – 1895)
- Георги Шопов, Одеса (1823 – 1918)
- Станчо Брадински, Цариград (ок. 1830 – 1877)
- Стефан Мутев, Одеса
- Стефан Тошкович, Одеса (1790 – 1870)
- Христо Караминков, Балкапан-хан (?-1888)
- Христо Тъпчилещов, Балкапан-хан (1808 – 1875)

### Революционери
- Видул Странски (1840 - 1878), български хайдутин
- Георги Христов, български революционер от ВМОРО, четник на Иван Наумов Алябака[6]
- Гълъб войвода (ок. 1838 – 1921)
- Димитър Пашов (1882 - ?), участник в Илинденско-Преображенското въстание в Одринско с четата на Кръстьо Българията[7]
- Иван Дегов Карловец (1876 - ?), участник в Илинденско-Преображенското въстание в Одринско с четата на Кръстьо Българията[7]
- Панко Ст. Първанов (1875 - ?), участник в Илинденско-Преображенското въстание в Одринско с четата на Кръстьо Българията[7]
- Стоян Буйнов (около 1839 – 1908)
- Стефан Костов, революционер от ВМОРО, четник на Никола Иванов[8]
- Христо Ботев, поет и революционер (1848 – 1876)
- Христо Стефанов (1866 - ?), деец на ВМОРО, участник в Илинденско-Преображенското въстание в 1903 година с четата на Иван Варналиев[9]

### Дейци на просветата и културата и изкуствата
- Атанас Тинтеров, професор математик (1856 – 1927)
- Ботьо Петков от Карлово, учител (1815 – 1869)
- Гавраил Скоклеков от Копривщица, учител (1899 - 1988)
- Димитър Мутев, Одеса (1818 – 1864)
- Димитър Паничков, издател и печатар (ок.1810 – 1909)
- Димитър Фингов, учител (1840 – 1912)
- Елена Мутева, първата българска поетеса, преводачка и фолклористка. (1825 – 1854)
- Иван Козарев, учител (1849 – 1933)
- Костадин Брадински, учител (1847 – ?)
- Ненко Коритаров, културен деятел, диригент, композитор (опр. „Песента на ковача“), член на Съюза на българските композитори (СБК)(1925 – 2008)
- Никола Касапски, учител, книжовник и преводач (неизв.–1879)
- Никола Бацаров, учител (1881 – 1892)
- Никола Начов, писател и историк (1859 – 1940)
- Стефан Аврамов, учител (1862 – 1908)
- Стефан Кънчев, художник-график (1915 – 2001)
- Стефан Ботев, учител (1854 – 1890)

### Военни
- Аврам Аврамов, полковник (1859 – 1927)
- Атанас Зехирев, полковник (1922 – 2011)
- Атила Зафиров, генерал (1858 – 1922)
- Боян Ботев (1865 – 1885)
- Генко Мархолев, генерал (1865 – 1937)
- Димитър Филов, подполковник (1846 – 1887)
- Иван Табаков, генерал (1868 – 1925)
- Кирил Ботев, генерал (1856 – 1944)
- Митко Савов, подполковник (1940– )
- Ненко Коритаров, подполковник (1925 – 2008)
- Никола Иванов, генерал (1861 – 1940)
- Стефан Ильев, генерал (1859 – 1913)
- Христо Калфов, полковник и политик (1883 – 1945)

### Юристи
- Васил Аврамов, юрист, историограф и нумизмат (1863 – 1946)
- Владимир Аврамов, председател на ВКС (1880 – 1963)
- Димитър Тончев, политически и държавен деец (1859 – 1937)
- Иван Караминков, адвокат (1880 – 1940)
- Христо Павлов, председател на ВКС (1841 – 1914)

### Лекари
- Ганчо Шадов, лекар и червенокръстки деятел (1903 – 1968)

- Георги Янкулов, лекар и общественик (1844 – 1900)
- Георги Золотович, лекар (ок.1853 – 1927)
- Георги Странски, лекар и общественик (1847 – 1904)
- Киро Попов, лекар (1845 – 1877)
- Христо Аджаров (1871 – 1960)
- Христо Тъпчилещов, лекар (1853-неизв.)

### Архитекти и инженери
- Богдан Морфов, строителен инженер (1872 – 1949)
- Георги Фингов, архитект (1874 – 1944)
- Киро Маричков, архитект (1875 – 1922)
- Никола Тошкович, инженер (патентовал алуминиевото бутало)

### Други
- Георги Морфов, военен деец (1867 – 1917)
- Димитър Попов, общественик и държавен деец (1855 – 1909)
- Драгой Коджейков, политически и профсъюзен деец (1881 – 1979)
- Иван Дочев (1906 – 2005), кмет (1940 – 1941)
- Иван Минтов (1858 – 1908), бивш кмет на Бургас
- полк. Никола Мечкарев, председател на калоферската културно-просветна дружба (1937 – 2015)
- Тодор Комсиев, военен деец (1868 – ?)
- Христо Коджейков, политически деец (1874 – 1925)
- Христо Кодов, лингвист и историк (1901 – 1982)

## Други
На Калофер е наречена улица в квартал „Банишора“ в София (Карта).

### Побратимени градове
- Враца, България
- Козлодуй, България